# KBC MoooV
株式会社KBC MoooV（ケイビーシームーブ)は、福岡県の認定放送持株会社であるKBCグループホールディングスの連結子会社で、九州朝日放送（KBC）で放送される番組を中心に、映像制作業務を幅広く手がけている。設立当初はKBCの業務のみを行っていたが、2002年、愛称・émuを定め他系列の番組制作も行っている。
無人航空機（ドローン）を使用した空撮などにも対応している。
2023年4月1日をもって、会社名を「株式会社ケイ・ビー・シー映像」から「株式会社KBC MoooV」に変更した。この社名には、「プロ・挑戦・愛を土台に、ヒトのハートを大きくゆさぶるものづくりを目指すこと、新たなコンテンツや次の仕組みを生み出す集団であり続けたい」という思いを込めた。それと共に、これまでケービーシーメディア（2023年4月1日から社名を株式会社KBC UNIEに変更）が行ってきたラジオ番組制作事業がこの会社に移管された。

## 組織
- 総務部
- Creative Hub（企画営業部）
- 制作部
- 技術部
- 派遣事業部

## 制作協力番組
九州朝日放送(KBC)
- アサデス。
- 気ままにLB
- 九州街道ものがたり
- とっても健康らんど
- ドォーモ
- ゴックン！食べある記
- 北九州発！
- パワーアップ九州
- MOSH！
- ストリートファイター
- FOR YOU/CHECK
- キッズファイター
- ロンプク淳

その他の放送局
- 現代進行形TV イマジン! - ABC朝日放送
- 探検!九州 - RKB毎日放送（TBS系列）
- 今日感テレビ - RKB毎日放送
- めんたいワイド - FBS福岡放送（日本テレビ系列）
- ヒューマン九州 - テレビ西日本（フジテレビ系列）
- ふるさと自慢市 - テレビ朝日系列ネット
- テレビのちから - TBSテレビ（水中生中継を担当）

その他多数市区町村